# Kuch Kuch Hota Hai – Und ganz plötzlich ist es Liebe
Kuch Kuch Hota Hai – Und ganz plötzlich ist es Liebe (Originaltitel: Kuch Kuch Hota Hai, Hindi: कुछ कुछ होता है; Urdu: کچھ کچھ ہوتا ہے, kuch kuch hotā hai; wörtlich: Etwas Etwas geschieht; Englische Übersetzung: Something Something Is Happening; Alternativtitel: Hochzeit auf indisch, Und ganz plötzlich ist es Liebe …) ist ein Hindi-Film, der in Indien und in Großbritannien am 16. Oktober 1998 erschienen ist. In den USA und Großbritannien erschien der Film unter dem Titel Something happens in my heart bzw. Something Is Happening.
Der Film ist eine Romanze mit Kajol und Shah Rukh Khan, die ihre erfolgreiche Leinwandchemie von ihrem früheren Film Dilwale Dulhania Le Jayenge – Wer zuerst kommt, kriegt die Braut wiederholen. Rani Mukerji spielt den dritten Teil des Liebesdreiecks des Films. Salman Khan hat eine Nebenrolle. Die Handlung ist melodramatisch und beginnt mit einem Rückblick auf frühere, glücklichere Zeiten und kehrt dann zurück in die Gegenwart, in der ein junges Mädchen, von Sana Saeed gespielt, daran arbeitet, die Beziehungen aller Beteiligten zu einem glücklichen Ende zu führen. Der Name des kleinen Mädchens und der von Kajols Charakter ist Anjali.
Der Film ist das Debüt des Regisseurs Karan Johar, der auch das Drehbuch geschrieben hat. Er benutzt später viele Elemente dieses Films, um In guten wie in schweren Tagen (Kabhi Khushi Kabhi Gham) zu machen. Der Film war in Indien sehr erfolgreich und gewann die meisten wichtigen Preise in der Filmfare Award Zeremonie im Jahr 1999.
Obwohl der Film nicht dem Trend von NRI folgt oder nur Drehorte im Ausland benutzt, wurde das Video für das Titellied in Glen Coe, Schottland gedreht.
Der Originaltitel Kuch Kuch Hota Hai wird oft mit „KKHH“ abgekürzt.

## Handlung
Der sehr beliebte und eingebildete Rahul und die burschikose Anjali sind beste Freunde und gehen zusammen auf das St. Xavier’s College.
Als die Tochter des Dekans, Tina, auf ihr College kommt, wird aus dem Duo ein Trio – wenigstens sieht Anjali es so. Rahul allerdings verliebt sich in Tina. Als Anjali bemerkt, dass sie Rahul liebt und all ihren Mut aufbringt, um ihm ihre Gefühle zu gestehen, informiert Rahul sie über seine Gefühle für Tina. Anjali ist am Boden zerstört und verlässt die Schule, um Rahul niemals wieder zu sehen.
Tina und Rahul heiraten, aber Tina stirbt nach der Geburt ihrer Tochter Anjali und hinterlässt dieser acht Briefe. Anjali öffnet an jedem Geburtstag einen der Briefe. An ihrem achten Geburtstag öffnet sie den letzten. Darin erzählt ihre Mutter von Rahuls und Anjalis Beziehung im College. Ihre Mutter wusste, dass, obwohl sie Rahul geheiratet hat und so seine Ehefrau wurde, sie niemals seine beste Freundin und seine wahre Liebe war, und so beauftragt sie Anjali, ihren Vater und ihre Namensvetterin zusammenzubringen.
Anjali wendet sich an ihre Großmutter, Rahuls Mutter, und sucht mit ihr nach der älteren Anjali. Diese arbeitet zu der Zeit in einem Sommercamp namens Sunshine, wo sie Kindern Singen und Tanzen lehrt. Anjali reist zusammen mit ihrer Großmutter und gegen den Willen ihres Vaters dorthin, woraufhin ihr Vater ihr nachreist und der älteren Anjali begegnet, die überhaupt kein Wildfang mehr ist: Sie ist nun eine elegante, junge Frau. Alte Gefühle und Erinnerungen kommen sehr schnell wieder an die Oberfläche.
Das Problem ist nun: Anjali ist mit Aman Mehra verlobt. Aman allerdings ahnt bereits, dass ihn seine Verlobte nicht genauso sehr liebt, wie er sie. Also reist er ihr nach, ins Sommercamp. Seine Zweifel werden noch mehr geschürt, vor allem als die junge Anjali versucht, ihn mit einer anderen zu verkuppeln. Die ältere Anjali ist hin- und hergerissen, fühlt sich aber dann doch Aman verpflichtet und reist mit ihm zurück zu ihrer Familie. Kurz bevor Anjali Aman heiratet, gesteht Rahul ihr seine Liebe und Aman löst die Verlobung auf, da er versteht, dass seine Verlobte nicht in ihn verliebt ist. Anjali und Rahul heiraten und werden glücklich.

## Auszeichnungen
- Filmfare Award – Bester Hauptdarsteller (Shah Rukh Khan)
- Filmfare Award – Beste Hauptdarstellerin (Kajol)
- Filmfare Award – Beste Nebendarstellerin (Rani Mukerji)
- Filmfare Award – Bester Nebendarsteller (Salman Khan)
- Filmfare Award – Beste Regie
- Filmfare Award – Bester Film
- Filmfare Award – Best Art Direction
- Filmfare Award – Bester Screenplay Award
- Star Screen Award – Best Direction
- Star Screen Award – Bester besonderer Film in Hindi
- Star Screen Award – Best Music Direction
- Zee Cine Award – Bester Hauptdarsteller (Shahrukh Khan)
- Zee Cine Award – Beste Hauptdarstellerin (Kajol)
- Zee Cine Award – Beste Nebendarstellerin (Rani Mukerji)
- Zee Cine Award – Best Direction
- Zee Cine Award – Beste Songtexte
- Zee Cine Award – Best Music Direction

## Musik
Der Soundtrack zu Kuch Kuch Hota Hai wurde von Jatin-Lalit komponiert und die Liedtexte von Sameer geschrieben, die Veröffentlichung unter dem Label Sony Music erfolgte am 13. August 1998.
| # | Titel                    | Sänger/in                                       | Länge |
| - | ------------------------ | ----------------------------------------------- | ----- |
| 1 | Kuch Kuch Hota Hai       | Udit Narayan, Alka Yagnik                       | 04:56 |
| 2 | Koi Mil Gaya             | Udit Narayan, Alka Yagnik, Kavita Krishnamurthy | 07:16 |
| 3 | Saajanji Ghar Aaye       | Kumar Sanu, Alka Yagnik, Kavita Krishnamurthy   | 07:14 |
| 4 | Kuch Kuch Hota Hai (Sad) | Alka Yagnik                                     | 01:26 |
| 5 | Yeh Ladka Hai Deewana    | Udit Narayan, Alka Yagnik                       | 06:36 |
| 6 | Tujhe Yaad Na Meri Aayee | Alka Yagnik, Manpreet Akhtar, Udit Narayan      | 07:03 |
| 7 | Raghupati Raghav         | Alka Yagnik, Shankar Mahadevan                  | 02:05 |
| 8 | Ladki Badi Anjaani Hai   | Kumar Sanu, Alka Yagnik                         | 06:23 |

## Sonstiges
- Sowohl Shah Rukh Khan, wie auch seine Filmtochter Sana Saeed haben als Rahul and Anjali einen Gastauftritt in Salman Khans Har Dil Jo Pyar Karega..., in dem auch Rani Mukerji mitspielt.

- Rani Mukerjis Rolle wurde Tabu, Urmila Matondkar, Aishwarya Rai, Raveena Tandon, Twinkle Khanna und Karisma Kapoor angeboten, die alle ablehnten.

- Während der Fahrrad-Sequenz am Anfang des Filmes im ersten Lied verliert Kajol die Kontrolle über ihr Fahrrad, stürzt, wird ohnmächtig und verletzt sich ihr Knie. Knapp vor dem Unfall wird geschnitten. Shahrukh Khan berichtete, dass Kajol deswegen für kurze Zeit ihr Gedächtnis verlor.

- Der erste von bisher fünf Filmen, in dem Shah Rukh Khan, Kajol und Rani Mukerji zusammen auftraten. Bei Kabhi Khushi Kabhie Gham haben alle Drei Hauptrollen. In den anderen Filmen haben Mukerji und Kajol Gastauftritte bei einem Lied.

- Während der Nilamshow, in der Rahul seiner Tochter einen Gruß sendet, haben Nikhil Advani und Farah Khan einen Kurzauftritt. Nikhil richtet seiner Freundin aus, dass er jemand anderen gefunden hat, nämlich Farah.

- Karan Johar wollte Rani Mukerjis rauchige Stimme synchronisieren.

## Deutsche Fassung
Im frei empfangbaren Fernsehen des deutschsprachigen Raumes lief der Film erstmals am 25. Februar 2005 unter dem Titel Hochzeit auf Indisch auf dem Kultursender arte im Nachtprogramm ungekürzt, allerdings unsynchronisiert mit deutschen Untertiteln (OmU). Der Fernsehsender RTL II entschied sich im Rahmen seiner Bollywood-Reihe den Film unter dem deutschen Titel Und ganz plötzlich ist es Liebe... in gekürzter Fassung zur Hauptsendezeit am 16. September 2005 auszustrahlen. Die ungeschnittene Version in deutscher Sprache zeigte der Pay-TV-Sender Passion erstmals am 4. Oktober 2008.
RTL 2 beauftragte für die Synchronisation erneut die Synchronfirma Bavaria Synchron in München, Dialogregie führte dabei Dagmar Preuss. Für die Hauptdarsteller Shah Rukh Khan und Kajol entschied man sich wieder für die Synchronsprecher Pascal Breuer und Natascha Geisler, doch die deutsche Stimme für Rani Mukerji wurde mithilfe eines Castings bestimmt, seither gilt Tanja Geke als ihre Feststimme. Auch die Auswahl von Claus Brockmeyer für den bekannten indischen Komiker Johnny Lever bedeutete seither eine kontinuierliche Wiederbesetzung.
| Darsteller     | Rolle                      | Synchronsprecher  |
| -------------- | -------------------------- | ----------------- |
| Shah Rukh Khan | Rahul Khanna               | Pascal Breuer     |
| Kajol          | Anjali Sharma              | Natascha Geisler  |
| Rani Mukherji  | Tina Malhotra              | Tanja Geke        |
| Sana Saeed     | Anjali Khanna              | Lara Wurmer       |
| Farida Jalal   | Mrs. Khanna                | Inge Solbrig      |
| Reema Lagoo    | Mrs. Sharma                | Dagmar Dempe      |
| Johnny Lever   | Col. Almeida, Camp Manager | Claus Brockmeyer  |
| Anupam Kher    | Direktor Malhotra          | Reinhard Glemnitz |
| Salman Khan    | Aman Mehra                 | Ole Pfenning      |

## Kritik
„Indisches Kommerzkino in Reinkultur: exotische Farben, mitreißende Musik- und Tanzeinlagen und eine herzzerreißend-dramatische Handlung.“